# Crow Wing

La rivière Crow Wing (anglais : Crow Wing River) est un cours d'eau des États-Unis coulant en totalité dans l'état du Minnesota. C'est un affluent rive droite du Mississippi.

## Géographie

### Cours
La rivière Crow Wing prend sa source dans une suite le 11 lacs (du Eleventh au First Crow Wing Lake), dans le comté de Hubbard, Minnesota. Elle coule vers le sud puis vers l'est sur 182 km.
Elle rejoint le Mississippi au sud-ouest et en aval de la ville de Brainerd.

### Régions traversées
La rivière traverse les Comtés de Hubbard et de Wadena.
Elle sert de frontière aux Comtés de Wadena et de Cass, puis aux comtés de Cass et de Todd, et enfin aux Comtés de Cass et de Morrison, avant de se jeter à un tripoint entre ceux deux comtés et celui de Crow Wing.

### Villes traversées
Elle coule à proximité de Staples baigne les villes de Motley et Pillager.

## Étymologie
Crow Wing est la traduction anglaise du nom Gaagaagiwigwani-ziibi ("Rivière plume de corbeau") en langue Ojibwé. Une île en forme d'aile d'oiseau à son embouchure est à l'origine de ce nom.

## Histoire
Les Dakotas vivaient près de la Crow Wing jusqu'à ce que les Ojibwés arrivent dans la région au 18e siècle. Au début du 19e siècle, les Ojibwés contrôlaient les terres à l'ouest du Mississippi et au nord de la Crow Wing. Des signes de présence amérindienne (monticules funéraires) sont visibles sur plusieurs sites le long de la rivière Crow Wing.
Les trappeurs et marchands de fourrures se sont installés dans la région au début du 18e siècle. En 1792, la Compagnie du Nord-Ouest établit le poste de commerce de Wadena au confluent de la Crow Wing avec la rivière Partridge.

## Milieu naturel
Le cours de la rivière est en grande partie bordée d'épaisses forêts.
Sur ses 30 premiers kilomètres, la rivière traverse des terres marécageuses basses. Puis elle s'élargit et ses berges s'élèvent à mesure qu'elle s'écoule vers le sud. Elle traverse des plaines sablonneuses au nord du comté de Wadena, Minnesota. Le cours inférieur traverse prairies, tourbières et marécages.